# Diyarbakır

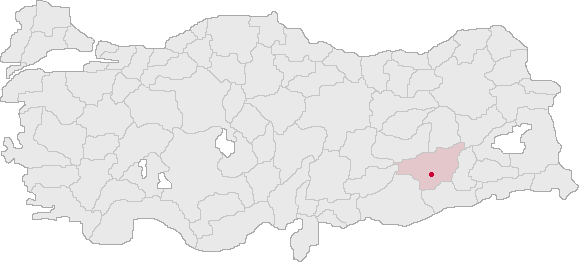
Lokalizacja miasta

Diyarbakır, staroż. Amida (kurd. Amed, arab. ‏آمد‎, trl. Āmid, trb. Amid, także, niegdyś tylko jako nazwa regionu, ‏ديار بكر‎, trl. Diyār Bakr, trb. Dijar Bakr, tur. Amid, Kara-Amid, aram. Amidu, asyr. Amedu) – miasto nad rzeką Tygrys w południowo-wschodniej Turcji, stolica prowincji o tej samej nazwie. Nazwa prowincji, a dziś także jej stolicy, oznacza po arabsku „domy (region plemienia) Bakr”.
Według danych na rok 2013 miasto zamieszkuje 930 tys. osób, głównie muzułmańskich Kurdów; mieszka tu również garstka chrześcijan – asyryjskich jakobitów, zgromadzonych wokół starożytnego kościoła Matki Boskiej (Meryem Ana Kilisesi) i chaldejczyków, skupionych wokół kościoła świętego Cyriaka (Surp Giragos Keldani Kilisesi) oraz, licznych przed 1915 r. Ormian. 

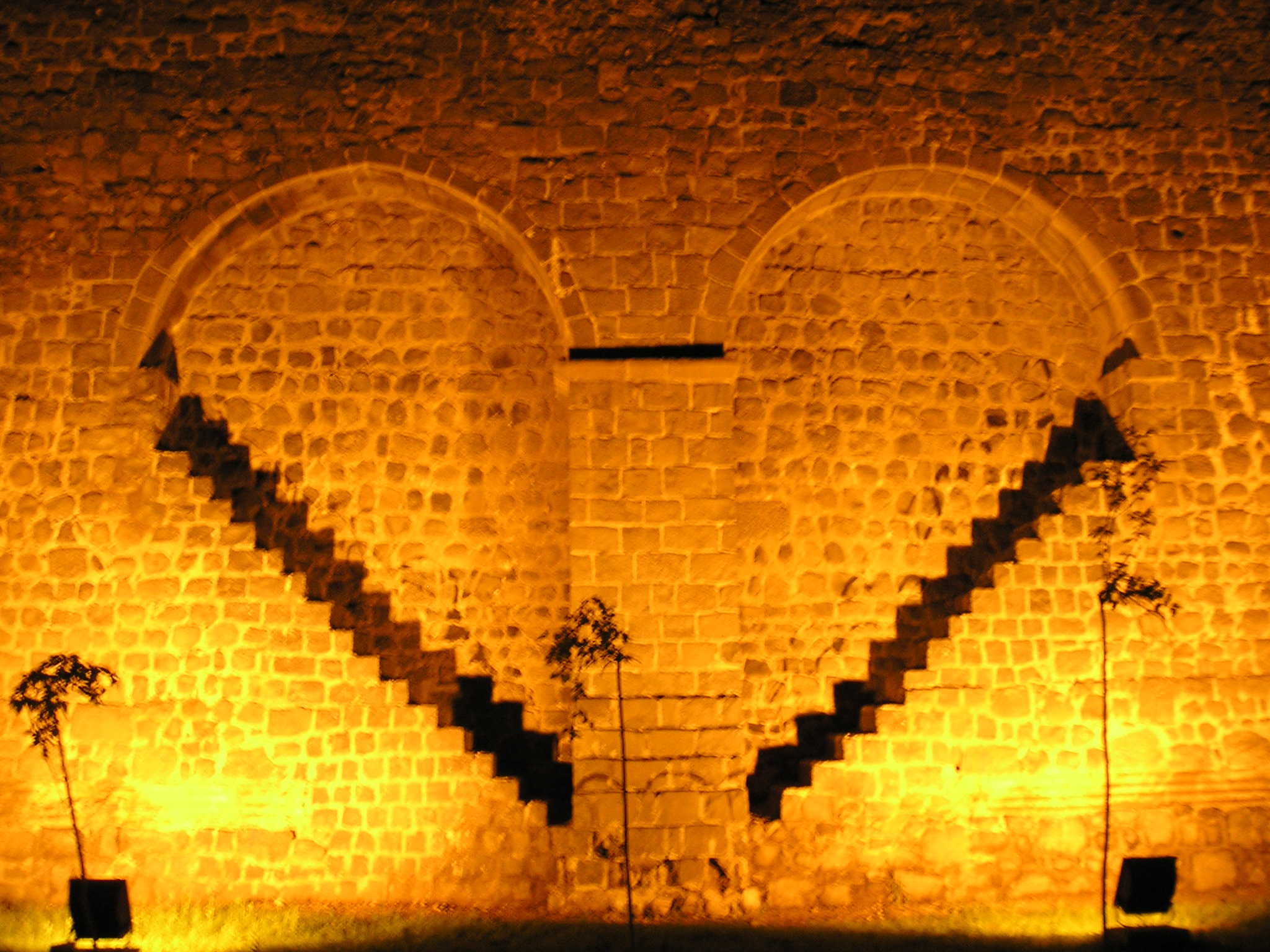
Mury obronne Diyarbakıru

Uniwersytet Tygryski, założony w 1966. Centrum handlu regionalnymi produktami rolniczymi – zbożem, melonami, bawełną, w okolicy wydobycie rud miedzi, węgla kamiennego i ropy naftowej. Ośrodek przemysłu spożywczego i maszynowego oraz rzemiosła jubilerskiego (w złocie, srebrze i miedzi). Węzeł komunikacji drogowej i kolejowej. W okolicy wielka wojskowa baza lotnicza. 
Stare miasto otaczają zachowane w całości bizantyjskie mury obronne z czarnego bazaltu, zbudowane w większości w 349 za cesarza Konstancjusza II, odremontowane w XI wieku. Mury mają 6 km długości, cztery główne bramy i kilkanaście mniejszych, 72 wieże obronne. Do zabytków należy również Wielki Meczet (Ulu Camii) z 1179 (dawny kościół świętego Tomasza) oraz inne meczety z czasów osmańskich. Na wzgórzu nad Tygrysem stoi cytadela pochodząca jeszcze z czasów huryckich. Niedaleko Amidy stoi na Tygrysie most Dicle Köprüsü – starożytny (możliwe, że z V wieku), łamany most łukowy. 
Miasto zostało założone około 5000 lat temu i od tej pory było nieprzerwanie zamieszkane. Należało do imperiów Hurytów, Hetytów i Asyrii. Przez pewien czas było stolicą aramejskiego królestwa Bit-Zamani. Następnie należało do Medii, potem do państwa perskich Achemenidów. W czasach perskich niedaleko Amidy przekraczała Tygrys Droga Królewska. Po okresie władzy Seleucydów, w 115 zostało zasiedlone przez Rzymian jako Amida. W 359 po długim oblężeniu opisanym przez przebywającego w niej Ammiana Marcellina, opanowali je Sasanidzi. Od IV wieku siedziba biskupstw kościołów nestoriańskiego i jakobickiego. W 638 zostało opanowane przez Arabów, po praktycznym rozpadzie Kalifatu Abbasydów w IX w. miasto stało się stolicą założonego przez Kurda Baza (arab. ‏باذ‎, trl. Bāḏ, trb. Baz) państwa Marwanidów. Amida została zajęta następnie w 1085 przez Turków seldżuckich, a później przez państwa Artukidów, Ajjubidów, Ilchanów, Mameluków, Ak Kojunlu i Safawidów. W latach 1058–1293 siedziba jakobickich patriarchów Antiochii. Od 1515 wchodziło w skład Imperium osmańskiego, stanowiąc bazę wojskową chroniącą granicę turecko-perską. W 1925 w okolicy doszło do rewolty Kurdów, stłumionej przez wojska tureckie – podczas pacyfikacji i późniejszych represji zabito od 40 do 250 tysięcy Kurdów.
W 2015 roku cytadela w Diyarbakır oraz krajobraz kulturowy ogrodów Hevsel zostały wpisane na listę światowego dziedzictwa UNESCO.